# الحبيب (لقب)
الحبيب، هو لقب يُطلق في حضرموت على العالِم الإسلامي أو الشيخ من آل البيت النبوي وخاصة من آل باعلوي.
سبب إطلاق هذا المسمى على أئمة أهل البيت في حضرموت هو من دلالة المحبة الواجبة في الإسلام لآل البيت النبوي
الذين هم على عقيدة سليمة والتزام بالدين الحنيف. ففي حضرموت يعتبر هذا اللقب أعلى منزلة من «الشيخ» لشرف الانتساب إلى رسول الله صلى الله عليه وآله وصحبه وسلم.
وأول من عُرف بهذا اللقب هو الحبيب عمر بن عبد الرحمن العطاس المتوفى عام 1072هـ.

## ممن عُرف بهذا اللقب
- الحبيب أبو بكر المشهور.
- الحبيب عمر بن حفيظ مؤسس دار المصطفى للدراسات الإسلامية.
- الحبيب علي زين العابدين الجفري.
- الحبيب سالم الشاطري مدير رباط تريم.
- الحبيب زين بن سميط.
- الحبيب محمد السقاف.
- الحبيب حسين السقاف.